# Joseph Ignace Guillotin

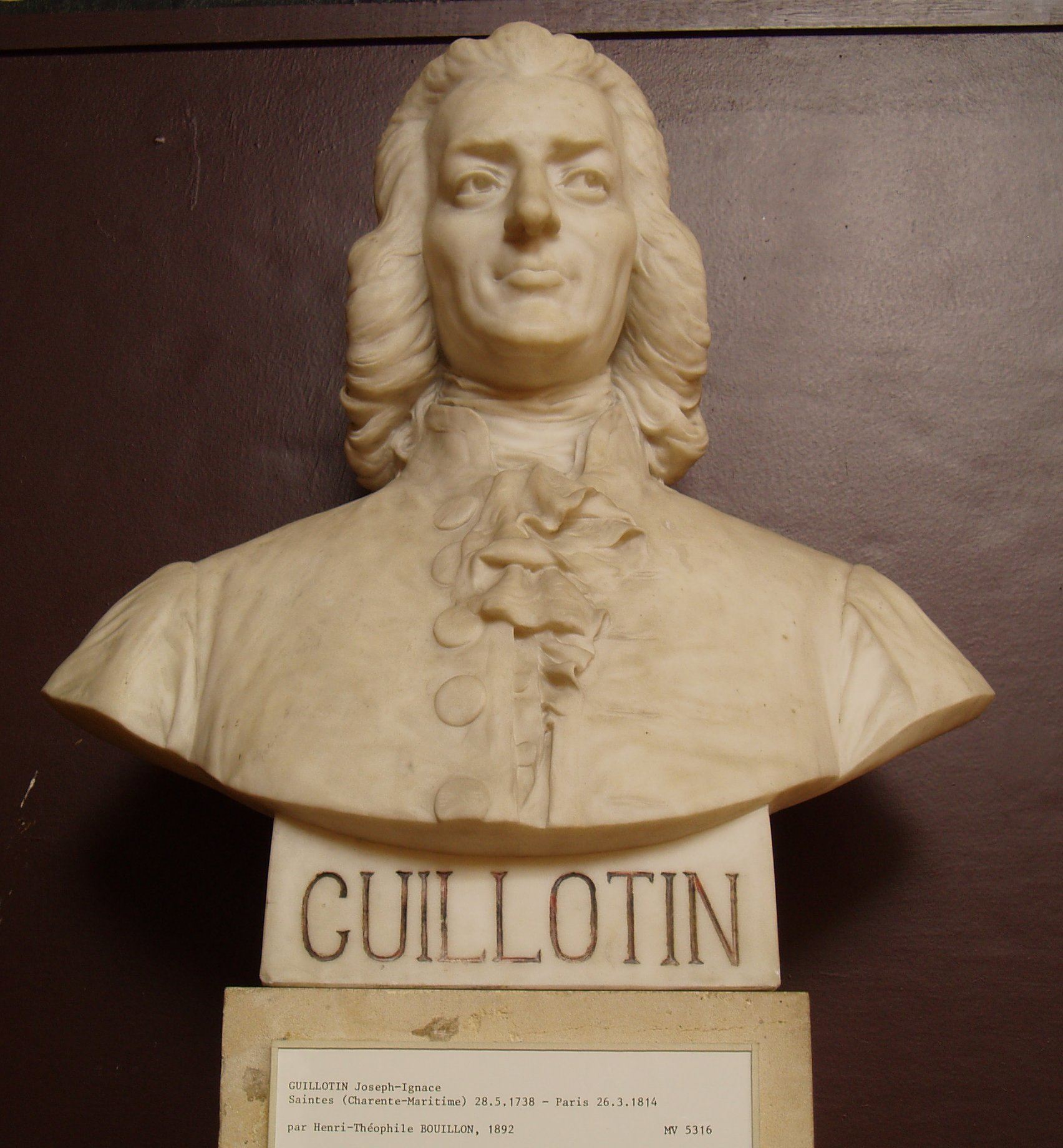
Popiersie Josepha Guillotina z Musée du Château de Versailles

Joseph-Ignace Guillotin (ur. 28 maja 1738 w Saintes, zm. 26 marca 1814 w Paryżu) – francuski lekarz, propagator szczepień przeciw ospie, przeciwnik kary śmierci. Ponieważ nie było wówczas możliwe odejście od wykonywania tejże kary, zaangażował się  w projekt budowy urządzenia umożliwiającego przeprowadzanie egzekucji w sposób humanitarny. Skonstruowane urządzenie do wykonywania kary śmierci, od jego nazwiska otrzymało nazwę - gilotyna.

## Życiorys
Jezuita i nauczyciel (profesor literatury w Irisnah College w Bordeaux). Po ukończeniu studiów medycznych w 1770 roku (studiował w Reims i w Paryżu), został lekarzem na dworze króla Ludwika XVI. Był też członkiem Komisji Zdrowia i wykładowcą anatomii na wydziale lekarskim. W roku 1784 rząd francuski zlecił mu, oraz między innymi Benjaminowi Franklinowi, badania nad teorią „zwierzęcego magnetyzmu”, którą proponował Franz Mesmer. 
W grudniu 1789 roku Guillotin, jako jakobin i deputowany Zgromadzenia Narodowego z Paryża zaproponował reformę kary śmierci tak, by była wykonywana w sposób humanitarny i dostosowana do deklaracji praw człowieka i obywatela, zwłaszcza do zasady, że wszyscy ludzie są równi. Przed rewolucją karę śmierci we Francji wykonywano na różnorodne sposoby zależne od statusu społecznego danej osoby. Arystokraci ponosili śmierć w sposób godny i dyskretny, zwykli ludzie natomiast często byli torturowani, egzekucje odbywały się publicznie i były spektaklami dla tłumów. Guillotin zaproponował, by wszystkie kary śmierci były wykonywane według tej samej metody. Metodą, którą zaproponował, było użycie mechanicznego urządzenia, które szybko i bez zbędnych tortur ścinało głowę skazańca. Oprócz zaproponowania użycia tej maszyny postulował również zmianę prawa tak, by majątki rodziny skazanych na karę śmierci nie były konfiskowane. Ten punkt reformy został wprowadzony w życie już w 1790 roku. Urządzenie nie zostało jednak użyte i spotkało się początkowo ze sceptyczną reakcją innych deputowanych Zgromadzenia Narodowego. Pod wpływem krytycznych reakcji Guillotin porzucił swój pomysł. 
W 1792 projekt urządzenia został odświeżony przez innego lekarza Antoine'a Louisa. Z tego względu początkowo urządzenie nazywano Louison lub Louisette. Z czasem na skutek częstego stosowania w prasie przyjęto nazwę gilotyna. Odium związane z tym urządzeniem, które stało się symbolem terroru rewolucji francuskiej spowodowało, że rodzina Guillotina zwróciła się do rządu francuskiego z wnioskiem o zmianę nazwy urządzenia do wykonywania kary śmierci. Konsekwencją odrzucenia wniosku była zmiana nazwiska przez członków rodziny.
Maksymilian Robespierre rozkazał uwięzić Guillotina. Zaraz po upadku Robespierre’a został on uwolniony.
Guillotin był jednym z pierwszych propagatorów szczepień przeciw ospie zaproponowanych przez Edwarda Jennera i w roku 1805 został w Paryżu przewodniczącym Komitetu do spraw szczepień.